# 광주학생독립운동기념회관
광주학생독립운동기념회관(光州學生獨立運動記念會館)은 광주광역시 서구 소재의 도서관이다. 원래는 동구에 있었는데 공간 협소와 시설 노후화 문제로 인해 이전하였다.

## 연혁
- 1966년 1월 25일 광주학생독립운동기념회관 건립 추진회 설치
- 1966년 5월 23일 건립추진회 법인설립 허가
- 1967년 11월 3일 광주학생독립운동기념회관(본관/시청각실) 개관(동구 황금동)
- 1968년 1월 1일 광주학생독립운동기념회관조례 제정 (전라남도교육청조례 제314호)
- 1968년 7월 1일 부설도서관 개관
- 1969년 1월 1일 초대 조병윤관장 취임
- 1979년 11월 23일 본관 5.6층 증축
- 1986년 11월 1일 광주직할시교육청으로 소속 변경(조례 제1537호)
- 1986년 11월 9일 광주직할시-교육청간 GSIMMH 이설 협약 체결
- 1995년 1월 1일 광주광역시교육청으로 소속변경(조례 제2491호)
- 1999년 1월 1일 직제개편(서무과,사서과,열람과 → 관리과,문헌정보과)
- 2004년 11월 8일 광주학생독립운동기념관(서구 화정동) 준공
- 2005년 11월 30일 광주학생독립운동기념관 개관
- 2007년 6월 20일 광주학생독립운동기념관 조례 설치 (조례 제 3500호)
- 2008년 6월 27일 광주학생독립운동기념회관 관리·운영규칙 제정
- 2012년 1월 1일 직제개편(관리과, 문헌정보과 → 관리과, 선양과, 문헌정보과)
- 2014년 7월 5일 광주학생독립운동기념회관 도서관 이설공사 준공
- 2014년 9월 2일 광주학생독립운동기념회관 도서관 이전 개관(서구 화정동)

## 이용 안내
이용 시간
- 어린이실 1층, 종합자료실 (디지털 자료실 포함) 2층 평일 09:00 - 18:00 / 토요일, 일요일 09:00 - 17:00
- 학습실(일반열람실) 3층 07:00 - 22:00

휴관일
- 매월 첫째주, 셋째주 월요일
- 법정 공휴일
- 개관 기념일(11월 3일)
- 특별한 사유로 관장이 정한 날